# 지코사슴쥐
지코사슴쥐(Habromys simulatus)는 비단털쥐과에 속하는 설치류의 일종이다. 멕시코에서만 발견된다. 자연 서식지는 아열대 또는 열대 기후 지역의 습윤 저지대 숲이다.